# Евергрин (Мисури)
Евергрин (енгл. Evergreen) град је у америчкој савезној држави Мисури.

## Демографија
По попису из 2010. године број становника је 28, што је 14 (-33,3%) становника мање него 2000. године.
| Група             | 2000.      | 2010.      |
| Белци             | 40 (95,2%) | 26 (92,9%) |
| Афроамериканци    | 0 (0,0%)   | 1 (3,6%)   |
| Азијати           | 0 (0,0%)   | 0 (0,0%)   |
| Хиспаноамериканци | 2 (4,8%)   | 0 (0,0%)   |
| Укупно            | 42         | 28         |